# Воротанський каскад
Воротанский Каскад або ContourGlobal™  каскад ГЕС, - це каскад на річці Воротан в провінції Сюнік, Вірменія. Він був побудований для виробництва гідроелектричної енергії та забезпечення поливною водою. Воротанский Каскад складається з трьох ГЕС і п'ять резервуарів із загальною встановленою потужністю 404.2 МВт. Це один з головних  генеруючих комплексів електроенергії у Вірменії.

## Історія
Процес планування каскаду почався відразу після конференції Держплану в 1951 році. У 1954 році було відзначено, що при належному розвитку інфраструктури та ретельного планування,  енергетичні гідроресурси Вірменії можуть дозволити їй стати імпортером електроенергії в сусідні країни з енергетичний дефіцит, такі як Азербайджан та Іран. Передбачалося, що запуск каскаду дозволить скоротити імпорт нафтопродуктів у країну вдвічі. Роботи з проектування комплексу розпочалися у 1954 році,  власне каскад був побудований у 1961-1989 роках. Татевська ГЕС  була завершена у грудні 1970 року, Шамбська ГЕС - в 1978 році, Спандарянська ГЕС - у 1989 році. Незважаючи на плани, Азербайджан виступив проти імпорту електроенергії з Вірменії, тим самим гальмуючи планову реконструкція та розширення потужностей в кінці 1970-х років. Воротанский каскад продовжував постачати електроенергію в основному для кольорової металургії в найближчий Агарак.
Після того, як Вірменія здобула незалежність, Воротанський каскад належав державної енергетичної компанії Арменерго. У 1997 році Воротанский каскад був відділений від Арменерго в окрему державну компанію.
Модернізація каскаду почалася в 2003 році за допомогою  гранту Європейського Союзу (€2.7 млн.), який був використаний для реконструкції Татевської ГЕС Воротанского каскаду ГЕС і Аргел ГЕС. Відновлювальні роботи проводилися Voith Siemens Hydro Power Generation. Наступний реабілітаційний проект був запущений в 2010 році, фінансувався на €51 млн кредиту від німецького банку розвитку. Реконструкційні роботи почалися в 2012 році.
У 2015 році ContourGlobal придбала Воротанский Каскад  за $180 мільйонів, приступивши до шестирічної реконструкції відповідно до програми з модернізації заводів і підвищення їх експлуатаційних характеристик, а також безпеки, надійності і ефективності, з загальним обсягом інвестицій $70 мільйонів. Це найбільша американська інвестиція у Вірменію. 

## Особливості
Річка Воротан  має довжину 178 кілометрів (111 миля), падіння 1 223 метри (4 012 фут), і природний щорічний потік 18,6 кубічного метра за секунду (660 фут3/с) біля Татева. Витік річки знаходиться на 3 045 метрів (9 990 фут) вище. 
Воротанський каскадувключає в себе систему з трьох електростанцій - Спандарян, Шамб і Татев, і п'ять водосховищ - Спандарян, Ангехакот, Толорс, Татев і водосховище добового регулювання. Спандарянське водосховище  є відправною точкою комплексу. Звідти вода проходить через герметичний тунель до Спандарянської ГЕС. Від Спандарянської ГЕС вода тече у водосховище Ангехакот, потім у  водосховище Толорс, яке знаходиться в районах Сісіан та Айрі. З цього водосховища вода тече в Шамб ГЕС. З Шамбського водосховище, яке було побудовано за Шамб ГЕС, вода потрапляє у регулювальний басейн, з якого вона надходить в Татевської ГЕС через турбіну трубою.
Вода Воротанского комплексу використовується також для зрошення в довколишніх селах і містах.

## Електростанції

### Татевська ГЕС
Татевська ГЕС розташована поруч з селом Воротан  на лівому березі річки Воротан на висоті 730 метрів (2 400 фут). Це одна з найбільших у Вірменії ГЕС, із встановленою потужністю 157,2 мегавата (210 800 к. с.) та річного виробітку 670 ГВт. ГЕС є унікальною - це найбільша високонапірна гідроелектростанція на території колишнього Радянського Союзу.

### Шамбська ГЕС
У Шамб ГЕС розташована біля селища Шамб на правому березі річки Воротан на висоті 1 328 метрів (4 357 фут). Це одна з найбільших ГЕС із встановленою потужністю 171 мегават (229 000 к. с.) і річним виробленням 320 ГВт.

### Спандарянська ГЕС
Спандарянська ГЕС знаходиться поруч Шахат на висоті 1 694 метри (5 558 фут). Ця ГЕС на каскаді введена в експлуатацію в 1989 році. Вона має встановлену потужність 76 МВт і прогнозоване річне вироблення електроенергії становить 210 ГВт.

## Водосховища

### Спандарянське Водосховище

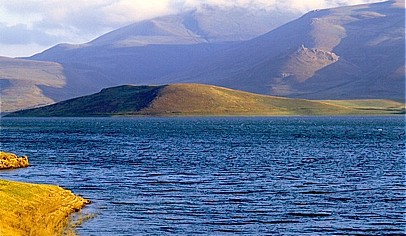
Спандарянське Водосховище

Спандарянське водосховище розташоване на південний схід від Горайка, в Спандаряні в басейні річки Воротан. Воно пов'язане з річкою Арпа  довгим тунелем 9-миль (14 км) . ї.

### Водосховище Ангехакот
Водосховище Ангехакот має загальну місткість 3 400 000 кубічних метрів (2 800 акр⋅фут) та пропускну спроможність 500 000 кубічних метрів за секунду (18 000 000 фут3/с) і водоскид обсягом 198 кубічних метрів за секунду (7 000 фут3/с).

### Водосховище Толорс
У водосховищі Толорс загальна ємність 96 000 000 кубічних метрів (78 000 акр⋅фут) і наповненість 80 000 000 кубічних метрів (65 000 акр⋅фут). Нормальна висота рівня води становить 1 651,1 метра (5 417 фут), а при 1 625,5 метра (5 333 фут) є мінімальною.

### Татевське водосховище
Татевське водосховище має загальну ємність 13 600 000 кубічних метрів (11 000 акр⋅фут) і активну потужність 1 800 000 кубічних метрів (1 500 акр⋅фут). Нормальна висота рівня води становить 1 335,4 метра (4 381 фут), а 1 333,8 метра (4 376 фут) є мінімальною.